# Archispirostreptus ibanda
Archispirostreptus ibanda är en mångfotingart som beskrevs av Filippo Silvestri 1907. Archispirostreptus ibanda ingår i släktet Archispirostreptus och familjen Spirostreptidae. Inga underarter finns listade i Catalogue of Life.